# Miriam Seegar
Miriam Seegar Whelan (Greentown, Indiana, 1 de septiembre de 1907-Pasadena, California, 2 de enero de 2011) fue una actriz estadounidense del período de cine mudo.

## Biografía
Nacida en la ciudad Greentown, en Indiana, desde su adolescencia fue atraída por el medio artístico y se presentó junto a otros intérpretes por diversos sitios. Hizo su debut cinematográfico en 1928; su primera película fue The Price of Divorce, en la que actuó junto a Frances Day y Rex Maurice. El filme nunca fue presentado como tal, pero fue adaptado con sonido y estrenado dos años más tarde con el título de Such Is the Law. En el mismo año, interpretó un papel con características de liderazgo en Valley of the Ghosts. Durante 1929 actuó en cuatro películas y en 1930, en seis producciones, incluyendo New Movietone Follies of 1930 y The Dawn Trail que fueron seguidas por un filme occidental de Buck Jones. Entre 1931 y 1932 hizo un total de seis películas (todas de clase B), retirándose por voluntad propia en 1933. Luego contrajo matrimonio con el director Tim Whelan (fallecido en 1957) y tuvo dos hijos; más tarde encontró trabajo como decoradora de interiores en Los Ángeles.
En 2000, con 93 años, apareció en el documental I Used to Be in Pictures, que motivó varios comentarios de muchos de sus pares. Alejada de la actividad artística, falleció el 2 de enero de 2011 a la edad de 103 años a causa de motivos relacionados con su avanzada edad en su residencia de Pasadena, según informó su hija Harriet Whelan. Para ese entonces, era una de las últimas sobrevivientes del cine mudo, etapa de la que solo quedaban los actores infantiles Mickey Rooney y Baby Peggy, la actriz Barbara Kent y la guionista Frederica Sagor Maas (todos poseían entre 90 y 110 años).